# Ахацел, Матия
Матия Ахацел (словен. Matija Ahacel; 24 февраля 1779, Горинтшах, Санкт-Якоб-им-Розенталь — 23 ноября 1845, Клагенфурт) — каринтийский словенский собиратель народных песен, учёный, писатель и меценат; учитель математики, сельского хозяйства и естественной истории.
Также известен как Матиас Ахацель (нем. Matthias Achazel). При рождении — Матия Кобентар (словен. Matija Kobentar).

## Биография
Родился в крестьянской семье в деревне Горинтшах неподалёку от городка Санкт-Якоб-им-Розенталь в герцогстве Каринтия (Габсбургская монархия). Фамилия отца была Кобентар, однако в те времена в сельской Словении было принято называть вместо фамилии имя дома; Кобентары жили в доме Ахацел, и в школе Матию записали ошибочно под фамилией Ахацел.
Посещал школы в Розеге (1787—1788), Санкт-Якоб-им-Розентале (1788—1791). Потом переехал в Клагенфурт, где сначала ходил в школу (1791—1794), потом учился в гимназии и изучал философию в лицее (1794—1801).

### Педагогическая и научная деятельность
В 1801 году в лицее, где он до того учился, заболел профессор математики Парис Гьюлиани, и Матия стал его подменять. В 1807 году Ахацел получил место уже на постоянной основе и проработал на этой должности до самой своей смерти.
С 1809 по 1811 год слушал лекции по сельскому хозяйству у агронома Иоганна Бургера. В 1820 году, после того, как Бургер ушёл из лицея, Ахацел формально временно (а фактически — до самой своей смерти) сменил его на посту заведующего кафедрой сельского хозяйства, которое также стал с этого момента преподавать. Как руководитель кафедры заложил при лицее ботанический сад.
Активно занимался естественными науками, ещё с 1806 года начал регулярные наблюдения за погодой (за 32 года до создания Австрийской сети мониторинга погоды), а в 1813 году вместе с другим учёным, Йоханом Претнером, основал сеть станций метеорологического наблюдения, которая к 1848 году насчитывала уже 15 станций. В лицее с 1825 года Ахацел начал читать студентам дополнительно также лекции по естественной истории. По результатам научной деятельности публиковал самостоятельные работы по сельскому хозяйству и помологии.

### Интерес к словенской культуре
Со словенским языком познакомился ещё в детстве, когда учился в Розеге. Там вместо обычного катехизиса на немецком языке был отпечатанный в типографии Отто Гутсмана, с текстами и на словенском, и на немецком языках. Затем в течение всей жизни проявлял интерес к словенской культуре. В круг его общения входили, помимо прочего, словенские поэты Миха Андреаш и Андрей Шустер-Драбосняк.
Искал и покупал все издававшиеся на словенском языке книги, также проявлял интерес к книгам на сербском и русском языках.
Когда в 1821 году в Духовной семинарии Сломшек организовал курсы словенского языка, Ахацел занялся распространением среди семинаристов книг на словенском, в его доме собирались участники кружка Сломешека.
Дважды (в 1833 и 1838 годах) издавал сборники народных песен словенцев Каринтии и Штирии (словен. «Peşme po Koroshkim ino Şhtajarskim snane, enokoljko popravlene ino na novo sloshene»). Среди представленных под собственными именами и анонимно в книге поэтов: Миха Андреаш, Урбан Ярник, Андрей Урек, Якоб Страшек, Юрий Водовник, Леополд Волкмер, Йожеф Липолд, Антон Мартин Сломшек, Матия Водушек, Валентин Орожен, Фелициян Глобочник, Йожеф Хашник и другие. Критики тех лет (Матия Чоп, Франце Прешерн, Франтишек Челаковский, Станко Враз) отнеслись к сборнику достаточно холодно.